# José Luis Robles Canibe
José Luis Robles Canibe (Bilbao, 20 de mayo de 1927 - ibídem, 27 de enero de 2007) fue un político español, de ideología nacionalista vasca.

## Biografía
Fue capitán de marina mercante en varios buques, director Comercial de Naviera Vizcaína, S.A., consejero y director general de Naviera Química, S.A. y consejero de la Empresa Nacional Elcano, de Transmediterránea, de Empetrol y de Petronor. También fue miembro del consejo de administración del Consorcio Autónomo de Bilbao (1978-1979) y vocal miembro del Comité de la Cámara de Comercio, Industria y Navegación de Bilbao. También fue consejero de Industria, Energía y Pesca del Consejo General Vasco bajo la presidencia de Carlos Garaikoetxea (1979-1980) y consejero de Transportes, Comunicaciones y Asuntos Marítimos del Gobierno Vasco, entre 1980 a 1982, también bajo Garaikoetxea.
Militante del Partido Nacionalista Vasco, fue alcalde de Bilbao durante la legislatura 1983-1987, periodo en el que tuvo que hacer frente a las inundaciones de agosto de 1983 tras las que se empezó una reestructuración y transformación de la ciudad. Fue diputado autonómico por Vizcaya en las elecciones al Parlamento Vasco de 1980 y senador por la misma circunscripción en las elecciones generales de 1982 y 1986. La Federación Española de Municipios y Provincias reconoció su labor en 2004. Murió en 2007 a consecuencia de un cáncer.